# Cartoon Pop
Cartoon Pop (anteriormente llamado Cartoon Cartoons) fue un bloque de programación en Cartoon Network Latinoamérica que emitía series originales clásicas del canal como El laboratorio de Dexter, Johnny Bravo, Mansión Foster para amigos imaginarios, Chowder. El sábado 1 de mayo de 2021 el bloque fue removido y eliminado de Cartoon Network Latinoamérica debido a la llegada de HBO Max.

## Historia
El bloque fue lanzado el martes 1 de enero de 2008 sustituyendo a Cartoon Cartoons ambos dedicados a transmitir únicamente series animadas clásicas de Cartoon Network, ya que muchas ya no tenían espacio en la programación del canal. Las cortinillas del bloque estaban formadas por personajes de Hanna-Barbera, Warner Bros, y DC que protestaban por no ser parte del bloque con el lema: Los originales de Cartoon Network, todos quieren ser parte de él. Tras su éxito durante ese tiempo se fabricaron varios productos, durante sus primeros años el bloque tenía un horario de lunes a viernes a las 8:00 am, sábados a las 7:00 am y domingos a las 6:am durante 2 horas, el bloque también se emitía en las primeras horas de la mañana en el canal durante 2 horas a partir de las 4:00 am a 6:am.
A partir del 2011 el bloque obtuvo nuevas cortinillas que involucran personajes de varias series (como Chowder de la serie homónima, Chip y Skip de El campamento de Lazlo, Bombón, Burbuja y Bellota de Las Chicas Superpoderosas y Dexter y Dee Dee de El laboratorio de Dexter) en forma de células. Además del ingreso de nuevas series: Chowder (2007), Las maravillosas desventuras de Flapjack y Los sábados secretos (ambas 2 de 2008) como parte del bloque. En 2013 ingresan: Generador Rex, Titán Sim-Biónico (ambas de 2010) y Ben 10 (2005) aunque esta última no duró mucho hasta retirarse del bloque en 2015.
Durante este tiempo se distribuyeron varias mercancías para el bloque como un scooter, varios libros de actividades, cuadernos, mochilas y un álbum de cromos.
Entre 2012 y 2014 el bloque comenzó a cambiar su imagen pero también perder espacio en la programación, siendo trasladado a las madrugadas del día en la programación, además de retirar las cortinillas comenzaron a retirarse y solo se mostraron bumpers de ya viene, En 2018 el bloque se redujo a 1 hora en la programación. El bumper ya viene se mantuvo hasta 2020.
El martes 30 de marzo de 2021 se anunció que el mismo terminaría definitivamente sus emisiones el sábado 1 de mayo de 2021 pero también Cartoon Network dejaría de transmitir sus series clásicas (desde El laboratorio de Dexter hasta Titán Sim-Biónico) de forma definitiva, esto es derivado de los cambios de programación del canal y del lanzamiento de HBO Max.
Finalmente el sábado 1 de mayo de 2021, el bloque Cartoon Pop fue eliminado luego de 13 años ininterrumpidos al aire. Con esta modificación Tooncast se convirtió en el único canal que transmite todas sus series originales clásicas y también la plataforma HBO Max.

## Horarios para Latinoamérica
Estos fueron los horarios del bloque en toda Latinoamérica:
| Países y continentes                 | Horarios | Canal           |
| ------------------------------------ | -------- | --------------- |
| Argentina · México · Chile · Brasil  | 4:00 AM  | Cartoon Network |
| Colombia · Perú · Ecuador · Paraguay | 2:00 AM  | Cartoon Network |
| Venezuela                            | 2:30 AM  | Cartoon Network |
| Centroamérica                        | 3:00 AM  | Cartoon Network |

## Cronología de horarios

### Primeros años
Cartoon Pop contaba con diversos horarios y estos duraban más emitiéndose todos los días.
- Lunes a viernes: 8:00 AM, sábados 7:00 am y domingos 6:00 am (desde 2008 hasta el 2011-2012)

### Últimos años
En sus últimos años el bloque solo se emitía por las madrugadas reduciendo su horario a tan solo dos horas y últimamente a tan solo 1 hora.
- 4:00 AM a 6:00 AM (desde 2012 hasta 2018)
- 4:00 AM a 5:00 AM (desde 2018 hasta 2021)

## Series emitidas
Esta es la lista de todas las series emitidas por el bloque. Y están divididas por etapa y orden de estreno original.

### Primera generación (1996-2004)
- El laboratorio de Dexter (2008-2021)
- Johnny Bravo (2008-2021)
- La vaca y el pollito (2008-2021)
- Soy la Comadreja (2008-2021)
- Las Chicas Superpoderosas (2008-2021)
- Ed, Edd y Eddy (2008-2021)
- Mike, Lu y Og (2008-2021)
- Coraje, el perro cobarde (2008-2021)
- Sheep en la gran ciudad (2008-2021)
- El Escuadrón del tiempo (2008-2021)
- Samurai Jack (2008-2021)
- KND: Los Chicos del Barrio (2008-2021)
- Malo con carne (2008-2021)
- Las sombrías aventuras de Billy y Mandy (2008-2021)
- Megas XLR (2008-2021)

### Segunda generación (2004-2010)
- Mansión Foster para amigos imaginarios (2008-2021)
- Hi Hi Puffy AmiYumi (2008-2021)
- El campamento de Lazlo (2008-2021)
- La vida y obra de Juniper Lee (2008-2021)
- Mi compañero de clase es un mono (2008-2021)
- Ben 10 (2013-2015)
- Niño ardilla (2008-2021)
- Chowder (2011-2021)
- Los sábados secretos (2011-2021)
- Las maravillosas desventuras de Flapjack (2011-2021)

### Tercera generación (2010)
- Generador Rex (2013-2021)
- Titán Sim-Biónico (2013-2021) [1]

## Mercancías
El bloque ha tenido varios productos todos con licencia, como libros de actividades, revistas, estampas entre muchos otros más.

## Final del bloque
El bloque terminó sus emisiones el sábado 1 de mayo de 2021 en todas las señales luego de 13 años de emisión y 4498 emisiones esto derivado de los últimos cambios de la programación de Cartoon Network. además de que el hecho de que en 2018 el bloque fue reducido a 1 hora de duración. y el otro se fue por el lanzamiento de HBO Max a Latinoamérica ya que todo el contenido de Warner Bros., DC Entertainment, Max Originals, y Cartoon Network Studios iba a ser exclusivo en la plataforma. Otro motivo por su final fue la salida definitiva de sus series originales clásicas y su canal hermano Tooncast sería el único canal en transmitir sus series originales.

## Duración e interrupciones
Cartoon Pop se mantuvo por 13 años de duración y 4498 emisiones pero el bloque fue interrumpido solo por 2 ocasiones:
- Por el especial de año nuevo 2012 consejos de fin de año el cual fue emitido el sábado 31 de diciembre de 2011 al domingo 1 de enero de 2012 donde también el canal estreno nuevo logo ese mismo día como consecuencia su horario lo tomo Chowder.
- El especial de año nuevo 2019 de Otra semana en Cartoon.

## Otros bloques

### Toon Shake (2013-2019)
Fue emitido por Tooncast desde el 1 de enero de 2013 hasta finales del 2019, fue emitido solo los fines de semana.

### Cartoon Cartoons (2000-2007)
Adaptación original de Cartoon Pop y antecesor del mismo fue emitido desde el 1 de enero del 2000 al 31 de diciembre de 2007 duro apenas 7 años en emisión y Cartoon Pop por 13 años.

### ¡Que no pare la fiesta! (abril y septiembre de 2018)
Este bloque se mantuvo para conmemorar los 25 años de Cartoon Network en Latinoamérica se emitió en abril a septiembre de 2018.

### Checkered Past (2023-presente)
Forma parte de la marca Adult Swim con clásicos de Cartoon Network y es la adaptación más reciente de Cartoon Pop que llegó a Estados Unidos el 28 de agosto de 2023, y el 31 de octubre a Adult Swim en Latinoamérica.